# Coccoloba toaensis
Coccoloba toaensis är en slideväxtart som beskrevs av Brother Alain. Coccoloba toaensis ingår i släktet Coccoloba och familjen slideväxter. Inga underarter finns listade i Catalogue of Life.